# YKK AP presents 皆藤愛子の窓café〜窓辺でcafé time〜
『YKK AP presents 皆藤愛子の窓café〜窓辺でcafé time〜』（ワイケイケイ・エーピー プレゼンツ かいとうあいこのまどカフェ まどべでカフェタイム）は、TOKYO FMをキーステーションにJFN系列38局にて放送されているトーク番組。

## 概要
同番組は2018年4月開始。タレントの皆藤が、日曜日の朝だけ開かれるオープンカフェ「窓cafe」の従業員として、そこのオーナー・黒猫のクロエとともに、主に邦楽の歌手・演奏家などの音楽家をメインに、皆藤との親交がある様々なゲストを原則として前後編の2回1くくりとして迎えて、ゲストの素顔を語り合っている。
なお、2021年6月から7月は、皆藤が突発性難聴の手術・治療のため休演したため、その間を事務所の先輩望月理恵らが担当している。
音声配信プラットフォーム・AuDeeでは本編で読めなかったお便りを紹介するアフタートークを配信している。

## 特別編
2022年2月23日11:30から14:55にTOKYO FM（東京都ローカル）のみで、「YKK AP presents 窓café special edition YELL SONG PLAYLIST」が生放送された。同番組開始から4年近くで初めての長時間スペシャルに当たる。
- パーソナリティー:望月理恵
- ゲスト:伊藤かりん、川崎鷹也
- コメントゲスト:BE：FIRST